# 荘公揚
荘公（そうこう、紀元前?年 - 紀元前735年）は、衛の第12代君主。武公の子。衛にはのちにも同じく荘公と諡された君主がいる（荘公蒯聵）。

## 生涯
武公の子として生まれる。
武公55年（前758年）、父の武公が卒去したため、子の姫揚（以降は荘公と表記）が立った。
荘公5年（前753年）、荘公は斉の公女（荘姜）を娶って夫人とした。
彼女は美貌だったが子ができなかったため、荘公はまた陳の公女（厲嬀）を娶って第二夫人とした。ようやく彼女との間に子（孝伯）が生まれたが、早くに亡くなったため、今度は厲嬀の妹（戴嬀）を娶って第三夫人とし、姫完という子を授かった。
姫完の母である陳夫人（戴嬀）が死去したので、荘公は第一夫人である斉夫人（荘姜）に完を預けて養育させ、太子に立てた。また、荘公には寵愛する妾がおり、彼女との間にも州吁（しゅうく）という子を授かった。
荘公18年（前740年）、州吁が成人して兵戦を好んだので、荘公は彼を将軍に任命した。このとき上卿の石碏（せきしゃく）が諫言したが、荘公は聞き入れなかった。
荘公23年（前735年）、荘公が卒去し、太子の姫完が立った。

## 妻子

### 妻
- 荘姜 - 斉の荘公の娘
- 厲嬀（姉） - 陳の文公の娘
- 戴嬀（妹） - 陳の文公の娘、太子完の母
- 妾 - 州吁の母
- 夷姜 - 妾。のちに宣公の妻となる。

### 子
- 孝伯
- 桓公（完）
- 宣公（晋）
- 州吁
- 左公子（洩）
- 右公子（職）

## 参考資料
- 『春秋左氏伝』（隠公三年）
- 司馬遷『史記』（衛康叔世家第七）